# Okręty podwodne typu Aigrette
Okręty podwodne typu Aigrette – francuskie okręty podwodne z początku XX wieku i okresu I wojny światowej. W latach 1903–1908 w stoczni Arsenal de Toulon zbudowano dwa okręty tego typu. Jednostki weszły w skład Marine nationale w latach 1905–1908. Ze służby wycofano je w listopadzie 1919 roku.

## Projekt i budowa
Okręty podwodne typu Aigrette zaprojektowane zostały przez inż. Maxime’a Laubeufa i stanowiły rozwinięcie jego poprzedniego projektu – okrętów typu Sirène. Oprócz większych wymiarów i wyporności, na okrętach w miejsce napędu parowego zamontowano silnik Diesla.
Obie jednostki zbudowane zostały w Arsenale w Tulonie. Stępki okrętów położono w 1903 roku, zostały zwodowane w 1904 roku. Nazwy okrętów nawiązywały do czapli i bociana.
| Okręt            | Stocznia          | Początek budowy | Wodowanie         | Wejście do służby |
| ---------------- | ----------------- | --------------- | ----------------- | ----------------- |
| „Aigrette” (Q38) | Arsenal de Toulon | 1903            | 23 stycznia 1904  | 1905-1908         |
| „Cigogne” (Q39)  | Arsenal de Toulon | 1903            | 11 listopada 1904 | 1905-1908         |

## Dane taktyczno–techniczne
Jednostki typu Aigrette były małymi okrętami podwodnymi o konstrukcji dwukadłubowej. Długość całkowita wynosiła 35,85 metra, szerokość 4,04 metra i zanurzenie 2,63 metra. Wyporność w położeniu nawodnym wynosiła 178 ton, a w zanurzeniu 253 tony. Okręty napędzane były na powierzchni przez silnik Diesla o mocy 150 koni mechanicznych (KM). Napęd podwodny zapewniał silnik elektryczny o mocy 130 KM. Jednośrubowy układ napędowy pozwalał osiągnąć prędkość 9,25 węzła na powierzchni i 6,2 węzła w zanurzeniu. Zasięg wynosił 1300 Mm przy prędkości 8 węzłów w położeniu nawodnym oraz 65 Mm przy prędkości 3,8 węzłów pod wodą (23 Mm przy prędkości maksymalnej 6,2 w.). Dopuszczalna głębokość zanurzenia wynosiła 30 metrów, zaś czas zanurzenia 4 minuty.
Okręty wyposażone były w cztery zewnętrzne wyrzutnie torped kalibru 450 mm (w tym dwie systemu Drzewieckiego), bez torped zapasowych. Załoga jednego okrętu składała się z 14 oficerów, podoficerów i marynarzy.

## Przebieg służby
Okręty typu Aigrette zostały wcielone do służby w Marine nationale w latach 1905-1908. Jednostki otrzymały numery taktyczne Q38 i Q39. W okresie I wojny światowej okręty pełniły służbę na Morzu Śródziemnym („Cigogne”) i na wodach kanału La Manche („Aigrette”). W listopadzie 1919 roku zostały skreślone z listy floty.